# IPhone 3G
iPhone 3Gは、Appleが開発・販売していたスマートフォンである。iPhoneの第2世代機で、2008年6月9日にサンフランシスコのモスコーニ・センターで開催された。
キャッチコピーは、「みんなが待っていたiPhone、ついに登場。」
WWDC 2008で発表された。
SoCは前機種と同じだが、新たなハードウェア機能としてAGPS、3Gデータ、トライバンドUMTS/HSDPAに対応し、最大データ通信速度：下り3.6Mbps／上り384kbpsを実現している。また発売と同時にリリースされたiPhone OS 2.0の導入によってソフトウェアの改善も図られ、プッシュ型電子メールやターンバイターンナビゲーションやAppleが新たに立ち上げたサードパーティー製アプリケーションの販売プラットフォームであるApp Storeに対応している。

## 歴史
- 2008年6月9日
  - iPhone A1241のCETECOM ICT Service GmbH(CETECOM)による技術基準適合認定の設計認証（設計認証番号AD08-0007202）
  - iPhone A1241のCETECOMによる技術基準適合証明の工事設計認証（工事設計認証番号202XY085614620、202MW085614620、202WW085614620、202WW085614621、202GZ085614620）
- 2008年7月11日、AppleはiPhone 3Gの8GBおよび16GBモデルを世界22カ国で発売した。16GBモデルは白か黒のカラーを選べた[13][14]。日本ではソフトバンクモバイルによる独占販売（新規一括の場合、8GBモデル69,120円、16Gモデル80,640円）であった[15][16][17]。
- 発売1年後に後継機種であるiPhone 3GSが発売され、iPhone 3Gは黒の8GBモデルのみが2年契約分割払い定期用の縛りでの実質無料で販売継続となった[18][19]。
- 2010年6月7日、iPhone 3Gは販売を完全に終了し、iPhone 3GSの8GBモデルが実質無料で販売されるようになった。

## ソフトウェア
2008年7月に発売された時のiPhone 3GはiPhone OS 2.0搭載でApp StoreやMobileMeの搭載、Microsoft Exchange ActiveSyncやプッシュ型電子メールの対応やバグの修正といった改善が図られた。
2009年6月、iPhone OS 3.0にアップデートできるようになり、MMS、コピー・アンド・ペースト、多数のアプリケーションでのランドスケープ（横向き）モード、Bluetoothのステレオモードなどに対応した。
2010年6月、iOS 4.0にアップデートできるようになったが、後継機種と異なり、マルチタスキングやホーム画面での壁紙設定、Bluetoothキーボード対応といったiOS 4.0で搭載されている一部の重要な機能を使用することが出来なかったが、統一型メールボックス機能、ホーム画面でのアプリケーション用フォルダ、プレイリスト作成などは使用できた。また、このアップデートに関してiPhone 3Gユーザーから遅い処理速度が批判されたが、同年9月にiOS 4.1がリリースされこの問題は改善された。しかし、iOS 4.1でもGame Centerアプリケーションなど一部の重要な機能はiPhone 3Gで使用することが出来なかった。
同年11月23日、iPhone 3GでiOS 4.2にアップデートできるようになり、YouTubeでの投票機能が追加され、セキュリティに関するバグも修正されたが、やはりAirPlayやSafariのテキストサーチなど多くの機能が使用不可だった。
iPhone 3Gをサポートする最後のOSは同年11月22日リリースの4.2.1で、2011年3月11日リリースのiOS 4.3はサポート外となりアップデートは終了した。

### App Store
iOS 2.0の目玉となる拡張であるゆえにiPhone 3Gの重要な機能であったのが、自身のデバイスでサードパーティー製のアプリケーションを検索しインストールすることができるApp Storeである。以前はカスタムアプリケーションをインストールするにはAppleが強く反対しておりサポート外行為となる脱獄行為しか無かった。App Storeの立ちあげ時には500タイトルのアプリケーションが配信されており、以降もアプリケーション数は劇的に増加している。

## ハードウェア

### デザイン

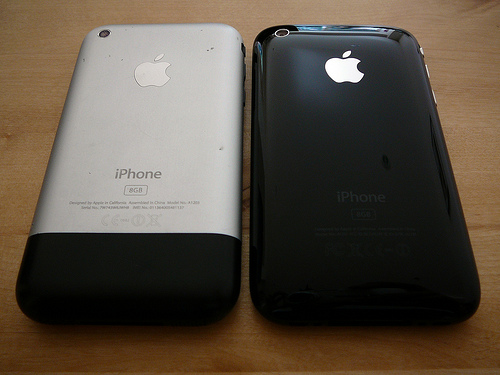
初代iPhone（左）の背面はプラスチックとアルミニウム製だがiPhone 3Gの背面は強化プラスチックのみで出来ている。

iPhone 3Gの背面は初代のアルミニウム背面と異なり全面がプラスチックポリカーボネート製である。ボタンもプラスチック製から金属製に変更されており、機体の縁はテーパー状になっておりより握りやすくなっている。16GBモデルで外面の色を白か黒かを選ぶことが出来る。
寸法は初代iPhoneよりわずかに大きく、縦は4.55インチ (116 mm)、横は2.44インチ (62 mm)、奥行は0.48インチ (12 mm)となっている。初代iPhoneでは縦が4.5インチ (110 mm)、横が2.4インチ (61 mm)、奥行が0.46インチ (12 mm)である。
一方で一般発売後、数名のユーザーから白色モデルでひび割れがあることが指摘された。

### スクリーンと入力
3.5インチのタッチスクリーンは320×480（HVGA）の解像度、163ppi、傷のつきにくいガラス製であり、複数の指によるマルチタッチを感知するためにデザインされている。
センサーは前機種と同じであり、近接センサー（通話中に顔がディスプレイに近づいた時何も操作できないようにする）はバッテリーを節約したりユーザーの顔や耳で誤った入力を防止するために再配置された。環境光センサは周囲の光によってディスプレイの明るさを調整することでバッテリーを節約する。3軸加速度計は機器の向きを検知し、ユーザーが簡単にポートレートやランドスケープモードに切り替えられるようにスクリーンを変更できる。

### プロセッサーとメモリ
iPhone 3Gの内蔵搭載機器の大半は先代のiPhoneをベースとしており、引き続きサムスン電子製32ビットRISC ARM11 620MHzプロセッサー（412MHzまでアンダークロック）とPowerVR MBX Lite GPUと128MBのeDRAMを搭載している。

### カメラ
背面に先代と同じ固定焦点の2.0メガピクセルカメラが搭載されている。光学ズームやフラッシュ、オートフォーカスは非搭載だった上、ビデオ撮影にも対応しなかった（ただし、ビデオ撮影を可能にするアプリケーションがいくつかあった）。またiPhone 3Gのオペレーティングシステムでは写真のジオタギングに対応していなかった。

### 接続
iPhone 3GはEDGEのみならずA-GPS、3Gデータ、トライバンドUMTS/HSDPAにも対応したことでデータのより早いダウンロードや地図を使ったターンバイターンナビゲーションが可能になった。
先代iPhoneや従来のiPodのようにiPhone 3Gでも充電のために独自の30ピンのDockコネクタが搭載されており、充電だけでなくコンピュータに接続して機器と同期したり、いくつかのアクセサリを接続することも可能になっている。
また、先代iPhoneの凹型ヘッドホンジャックに代わり埋込型の3.5mmヘッドホンジャックが搭載され、Apple製以外のヘッドホンが使用可能になった。

### バッテリー
搭載している970 mAhの内蔵リチウムイオン電池は先代iPhoneと同様で、交換不可能である。AppleによればWi-Fiでのブラウジング36時間、3Gで5時間、音楽の再生で25時間使用可能としている。またスタンバイ状態で300時間耐えることが出来る。

## 問題

### iOS動作問題
2010年9月にiPhone 3Gにも対応しているiOS 4がリリースされた。
ウォール・ストリートジャーナルは同年7月28日付けのコラム「Digits」にてiPhone 3GをiOS 4にアップデートすると動作が遅くなったり、バッテリーの持ちが悪くなったり、過熱したりすると報じた。
WWDCの同年11月1日にAppleはiPhone 3Gでのパフォーマンス問題やBluetooth、近接センサーなどを修正したiOS 4.1を同月8日にリリースすることを発表した。